# Журавлёвка (Частоозерский район)
Журавлёвка — деревня в Частоозерском районе Курганской области. До преобразования в январе 2022 года муниципального района в муниципальный округ входила в состав Сивковского сельсовета.

## История
До 1917 года входила в состав Долговской волости Ишимского уезда Тобольской губернии. По данным на 1926 год состояла из 79 хозяйств. В административном отношении входила в состав Сивковского сельсовета Частоозерского района Ишимского округа Уральской области.

## Население
| 2002 | 2010 |
| ---- | ---- |
| 54   | ↘23  |

По данным переписи 1926 года в деревне проживало 436 человек (188 мужчин и 248 женщин), в том числе: русские составляли 98 % населения.